# Триада (театр пантомимы)
«Камерный театр „Триада“» — учреждение культуры в Хабаровске. 
Расположен в центре города (улица Ленина, 27). Основатель — режиссёр Вадим Гогольков.
В своё время театр был известен как единственный театр пантомимы на Дальнем Востоке, в настоящее время в репертуаре театра классическая и пластическая драма, клоунада.

## История

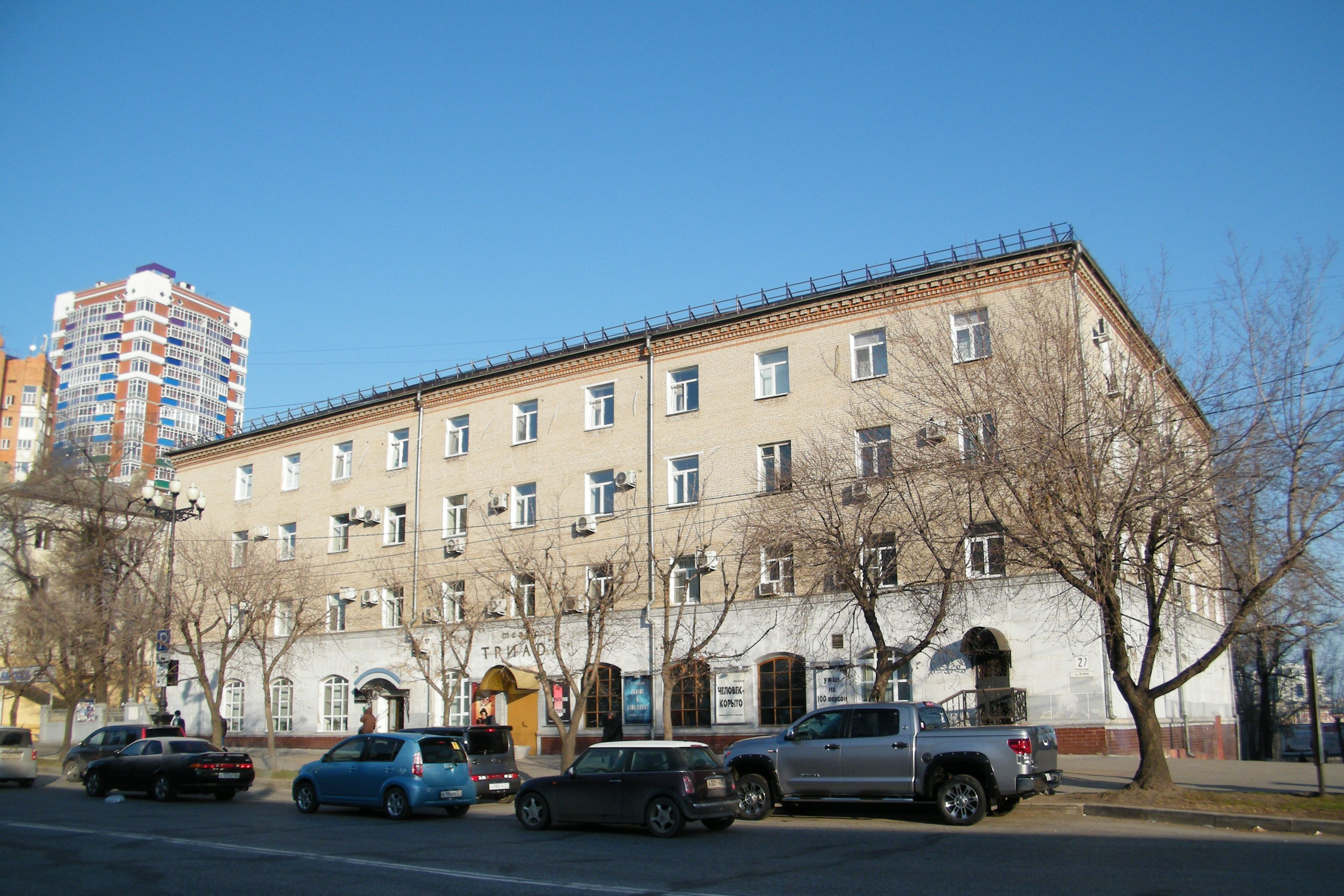
Хабаровск, театр «Триада», перекрёсток ул. Ленина и Дзержинского.

Афиши театра

Театр Триада образовался в 1975 году как любительская студия пантомимы под руководством Вадима Гоголькова. Выпускник Хабаровского государственного института искусств и культуры (ХГИИК) Вадим Гогольков начал преподавательскую деятельность в институте культуры. Он набрал себе курс режиссёров и актёров, обучал их. Впоследствии его ученики перешли в студию, которую Гогольков основал при дворце профсоюзов г. Хабаровска.
В 1989 году любительская студия получила новый статус: театр-студия, а спустя 4 года, в 1993 году театр стал муниципальным театром пантомимы.
В 1995 году театр получил постоянное здание. Это было помещение бывшего кинотеатра «Пионер», расположенного по адресу: ул. Ленина, дом 27.
В конце 2008 года над театром возникла угроза выселения из занимаемого им помещения. Театру предлагалось свернуть свою деятельность в данном помещении. Администрации города Хабаровска пошла навстречу театру и его зрителю и предлагала различные варианты для переезда. К ним относится и здание бывшего кинотеатра «Хабаровск». Но ни один вариант не соответствовал требованиям небольшого камерного театра.
Сотрудники театра разослали коллективные письма администрации и своим зрителям, в надежде, что кто-нибудь откликнется на мольбы о помощи.
С 1 января 2016 года театр несколько изменил название и стал именоваться «Камерный театр „Триада“». Часть репертуара осталась в стиле пластической драмы, иные постановки, выдержанные в характере и стиле театра, сместились к драматическому искусству.

## Репертуар
Репертуар театра уникален. Он представляет собой спектакли в жанрах пластической драмы, классической пантомимы и клоунады.
1. «Солнце, старик и девушка» — КАРТИНЫ из жизни по рассказам В. М. Шукшина
2. «Миф о женщине» — трагедия в двух частях по мотивам пьесы Ж. Ануя и трагедии Еврипида «Медея»
3. «ДиогенOFF» — трагикомическая перезагрузка в двух частях по пьесе В. Константинова и Б. Рацера
4. «Изящная» — пластическая драма по произведениям В. Василиненко
5. «Романс о влюблённых» — сновидения в двух частях по сценарию Е. Григорьева
6. «Пить, петь, плакать» — лубочные истории про нас с тобой по пьесе К. Драгунской
7. «ROUT» — вечернее собрание без танцев. Хроники жизни молодого человека по имени Евгений. (По роману А. С. Пушкина «Евгений Онегин»)
8. «За закрытыми дверями» — «аттракцион» в двух действиях по пьесе Ж.-П. Сартра
9. «Ночной полёт» — правдивая история о пилоте Жане, Женевьеве и Маленьком Принце с астероида под № В-612 в двух актах по произведениям А. де Сент-Экзюпери
10. «Ужин на 100 персон» — клоунария
11. «Дворюги» — клоун-мим-шоу
12. «Дорога в небо» — многоэтажная история от красной крысы до зелёной звезды по пьесе А.Слаповского
13.«Старик и море» — пластическая драма по повести Э. Хемингуэя
14. «Человек-корыто» — тридцать три счастья с антрактом по пьесе Олега Богаева
15. «Страсть» — «страшилка» по повести А. С. Пушкина «Пиковая дама»
16. «Вишнёвый сад» — комедия в двух актах по пьесе А. П. Чехова